# Jardín botánico y Zoológico de Manila
El Jardín botánico y Zoológico de Manila es un zoológico de 5,5 hectáreas (14 acres) ubicado en la ciudad de Manila, capital de las Filipinas, que abrió el 25 de julio de 1959. El parque zoológico de Manila y el Jardín Botánico reciben millones de visitantes cada año, y es especialmente popular entre los visitantes los fines de semana.
El Zoológico y Jardín Botánico de Manila es el hogar de más de 800 animales de casi 100 especies según datos de 2007. El residente más popular del zoológico es Malí, un elefante asiático que llegó al parque como un huérfano donado por Sri Lanka. 